# シンシン/SING SING
『シンシン/SING SING』（原題：Sing Sing）は、2023年制作のアメリカ合衆国のドラマ映画。
ニューヨーク州にあるシンシン刑務所で実際に行われている収監者更生プログラムである舞台演劇を題材に、ここに収監された男と収監者仲間たちとの友情を実話を基に映画化。
キャストは主演のコールマン・ドミンゴなど数人のプロ以外は、全員がこの更生プログラムを受けた元収監者たちである。

## あらすじ
ニューヨーク州にあるシンシン刑務所。無実の罪でここに収監された“ディヴァイン・G”ことジョン・ウィットフィールドは、所内更生プログラムである「舞台演劇」グループに所属し、収監者仲間たちと日々演劇に取り組むことで、生きる希望を見いだしていこうとする。

## キャスト
- ジョン・“ディヴァイン・G”・ウィットフィールド：コールマン・ドミンゴ
- クラレンス・“ディヴァイン・アイ”・マクリン（本人役）
- マイク・マイク：ショーン・サン・ホセ
- ブレント・ブエル：ポール・レイシー